# Harry Lewis
Henry Besterman, mais conhecido como Harry Lewis (Nova Iorque, 16 de setembro de 1886 - Filadélfia, 22 de fevereiro de 1956) foi pugilista americano campeão mundial dos meios-médios entre 1908 e 1911.

## Biografia
Apesar de ter nascido em Nova Iorque, a familia de Lewis mudou-se para a Filadélfia quando ele era apenas uma criança, cidade esta que ele adotou como seu lar pelo restante de sua vida.
Lewis era uma boxeador contra-golpeador, muito bom nas esquivas e dono de um poderoso gancho de esquerda. No entanto, ao longo de suas 171 lutas na carreira, também provou ser dono de um queixo bastante duro, haja vista ter sido derrotado por nocaute em apenas duas ocasiões.
Iniciou sua carreira profissional em 1903 aos dezessete anos de idade, mas somente começou a despertar algum interesse no mundo do boxe dois anos depois ao derrotar, com um impressionante nocaute no 1º assalto, o respeitável Benny Yanger.
Em seguida, Lewis travou vários bons duelos contra Young Erne (4 vezes), Unk Russell (2 vezes), Kid Stein e Jimmy Gardner (2 vezes), que  acabaram proporcionando-lhe uma chance de lutar contra o campeão mundial dos pesos-leves Joe Gans.
Ocorrida em meados de 1906, esse encontro entre Gans e Lewis não foi uma luta válida pelo título mundial, mas sim um curto combate de seis assaltos. Não obstante, essa luta foi de suma importância para alavancar a carreira de Lewis, pois apesar de ter ido à lona em duas ocasiões, Lewis conseguiu duelar de igual pra igual contra o campeão, em uma luta que terminou sem um vencedor oficial e que o jornais depois noticiaram como um empate.
Lewis aproveitou o bom momento e obteve vitórias sucessivas após sua luta contra Gans, contudo em sua última luta realizada no ano de 1906, tragicamente Lewis vitimou seu oponente Mike Ward. Nocauteado por duas vezes no nono assalto, Ward veio a desfalecer no ringue após sua segunda queda, entrando em um coma irreversível, que tristemente culminaria com sua morte no dia seguinte. Lewis foi acusado de homicído culposo, mas o resultado da autópsia favoreceu sua defesa ao apontar que a lesão craniana de Ward tinha sido causada pelo choque de sua cabeça contra a dura lona do ringue.
Retornando aos ringues logo no início de 1907, Lewis aplicou um convincente nocaute sobre Rube Smith e depois obteve uma expressiva vitória nos pontos contra Mike Twin Sullivan, que viria a se tornar campeão mundial dos meios-médios em sua luta subsequente. Então, quando Mike Sullivan decidiu abdicar de seu título mais tarde naquele mesmo ano, Lewis reivindicou para si o título de campeão dos meios-médios.
O reconhecimento de seu título mundial somente viria no início de 1908, quando Lewis precisou de apenas três assaltos para nocautear Frank Mantell, que também autoproclamava-se campeão dos meios-médios desde sua vitória sobre o ex-campeão mundial Honey Mellody no final do ano anterior.
Três meses mais tarde, Lewis pôs um ponto final a qualquer questionamento quanto a validade de seu título mundial dos meios-médios ao derrotar pessoalmente o ex-campeão Honey Mellody, com um categórico nocaute em quatro assaltos de luta. Posteriormente, ainda em 1908, Lewis tornaria a duelar por mais cinco vezes contra seu antigo rival Unk Russell, além de uma acirrada luta contra seu amigo pessoal Willie Lewis.
A partir de 1910, Lewis começou a excursionar pela Europa, tornando-se bastante popular em Paris, aonde realizou logo de imediato duas lutas anunciadas como válidas pelo título mundial dos meios-médios contra seu amigo Willie Lewis. Ambas as lutas duraram 25 assaltos e terminaram com o mesmo resultado, empate e manutenção do título por parte de Harry Lewis. Encerrando essa sua primeira passagem pela Europa, Lewis foi até Londres e nocauteou o campeão britânico dos meios-médios Young Joseph em sete assaltos, em outra luta também anunciada como válida pelo título mundial dos meios-médios.
De volta à América, já em meados de 1910, Lewis foi derrotado nos pontos por Leo Houck, em um combate não válido pelo seu título. Lewis depois conseguiu recompor-se desse revés impondo convincentes nocautes perante Billy Glover e Dick Nelson, antes de decidir retornar à Europa uma segunda vez. Já no início de 1911, defendeu seu título mundial em Londres contra o pugilista da casa Johnny Summers, com um nocaute no 4º assalto. Essa foi a última vez que Lewis defenderia seu título mundial dos meios-médios, ao optar poucos meses mais tarde por subir para categoria dos médios, abdicando assim oficialmente de seu posto de campeão.
Após mais algumas boas vitórias, o ano de 1911 terminaria pessimamente para Lewis, com três derrotas indigestas em sequência, respectivamente para seu já conhecido algoz Leo Houck, depois para o australiano George Gunther e finalmente para o formidável Georges Carpentier.  No início de 1912, Lewis obteve uma revigorante vitória sobre Dixie Kid, com um imponente nocaute no 8º assalto da luta. Porém, subsequentes derrotas para os inexpressivos Private Palmer e Johnny Mathieson já demonstravam o seu irreversível declíneo.
Em fins de 1913, já de volta aos Estados Unidos, fez sua última luta na carreira, que quase terminou em uma tragédia. Poucos meses antes de subir ao ringue contra Joe Borrell, Lewis havia sofrido uma concussão cerebral em um acidente de trânsito. Nocauteado por Borrell duas vezes durante o combate, Lewis foi ficando entorpecido ao longo da luta, até não aguentar mais e colapsar no quinto assalto. Levado às pressas para um hospital, constatou-se a presença de um coágulo cerebral em Lewis, que quase custou-lhe a vida naquela noite. Felizmente, Lewis recuperou-se bem, embora tenha permanecido com algumas sequelas, vindo a falecer somente muitos anos mais tarde, em 1956, quando já tinha chegado aos 69 anos de idade.
Em 2008, Harry Lewis foi incluído à galeria dos maiores boxeadores de todos os tempos, que hoje têm seus nomes imortalizados no International Boxing Hall of Fame.